# Stephan Diethelm

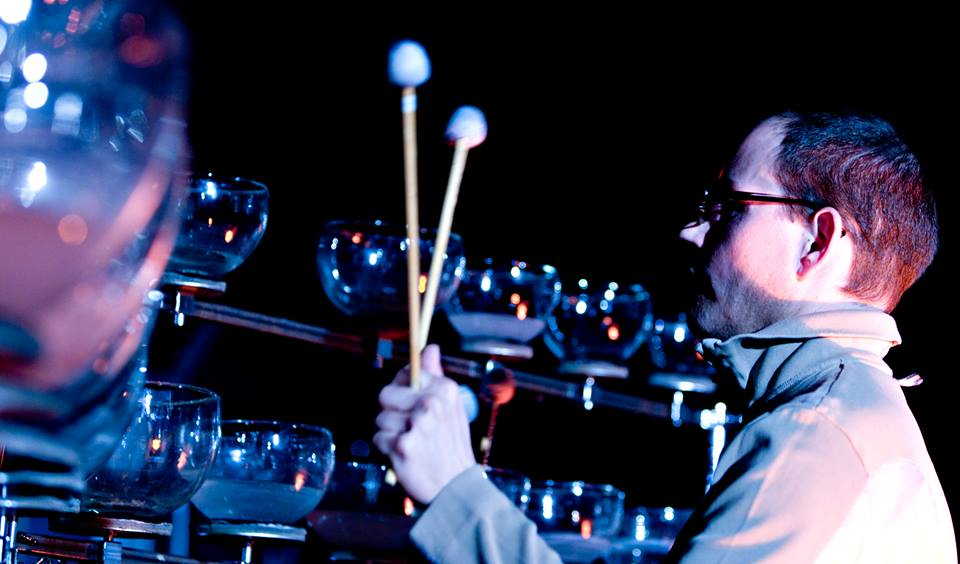
Stephan Diethelm spielt seine Glasinstrumente von der Glasi Hergiswil

Stephan Diethelm (* 13. Mai 1965 in Zug, Schweiz) ist Musiker, Pädagoge und Konzert-Organisator.

## Leben und Wirken
Vom Rhythmus inspiriert wurde Stephan Diethelm in Afrika, als er mit seinen Eltern für drei Jahre in Simbabwe lebte. Nachdem er sich zum Primarlehrer am Lehrerseminar St. Michael in Zug ausbilden liess, studierte er in Zürich am Konservatorium klassisches Schlagzeug beim Tonhalle Schlagzeuger Horst Hofmann und Multipercussion und Improvisation am Konservatorium Luzern bei Pierre Favre. Er ist Mitglied des Schweizer Schlagzeug Ensembles, mit dem er international tourte und u. a. mit John Cage, Matthias Ziegler und Christoph Baumann zusammenarbeitete. Mit seiner Band Lyn Leon, die er mit Carolyn Leonhart und Matthias Eser ins Leben rief, hat er drei CDs eingespielt und durfte für Peter Gabriel und Al Jarreau supporten.
Stephan Diethelm komponiert auch. So hat er die Musik zum Film „El Bulli: Cooking in Progress“, über den Koch Ferran Adrià, von Filmemacher Gereon Wetzel geschrieben. Die Filmmusik hat er mit seinen Glasinstrumenten, die er zusammen mit der Glasi Hergiswil und Matthias Eser entwickelt hat, eingespielt. Diethelm hat auch „Dröhnendes Erz und eine lärmende Pauke“ – Musik für fünf Orgeln, zwei Stimmen (Foy Vance), Glas und Perkussion für die Klosterkirche Muri komponiert.
Stephan Diethelm war von 2012 bis 2019 Kurator des Aargauer Kuratoriums. Er war Vorsitzender des Fachbereichs Rock/Pop/Jazz, zudem von 2016 bis 2019 Vizepräsident.
Stephan Diethelm organisiert die Konzertreihe musig im pflegidach in Muri. In dieser Reihe treten vor allem US-amerikanische Jazzmusiker auf.
Stephan Diethelm unterrichtet Schlagzeug und Schlagwerk an folgenden Gymnasien: Kantonsschule Wohlen, Alte Kantonsschule Aarau und Neue Kantonsschule Aarau.

## Diskographie
- „In a silent way“ (Vibraphon/Gitarren Duo, 1990)
- Schweizer Schlagzeug Ensemble mit Matthias Ziegler (1992)
- Martin Schlumpf's Bermuda Viereck „Cumulli“ (1992)
- Schweizer Schlagzeug Ensemble & Christoph Baumann (1995)
- Schweizer-Jugend-Sinfonie-Orchester und als Solisten das Schweizer Schlagzeug Ensemble mit „From me flows what you call time“ von Tōru Takemitsu (1995)
- Martin Schlumpf „Vier Jahreszeiten“, das Schweizer Schlagzeug Ensemble spielt den „Frühling“ (1996)
- Swiss Percussion Group and Carolyn Leonhart „Glass Songs“ (1998)
- Lyn Leon „Glass Lounge“ (2001)[2]
- Lyn Leon „Private Pop“ (2005)[3]

## Werkverzeichnis
- Horre – für einen Gitarristen und vier Schlagzeuger (1988)
- Yesterdays – Variationen über ein Thema von J. Kern, für vier Schlagzeuger (1989)
- Forms – für vier Schlagzeuger (1989)
- Rutenga – für einen Pianisten und vier Schlagzeuger (1993)
- Sut-i-nit – für Flöte, Bassklarinette und Perkussion (1995)
- Winternacht, Schulzeit, Weltende, Nachklänge, Styx, Aus der Ferne, In deine Augen, Ruth, Ein alter Tibetteppich, Lieder für Frauenchor, Solo-Sopran, Cello und Perkussion nach Gedichten von Else Lasker-Schüler, Makrofag – für vier Schlagzeuger (1996)
- Atmosphären – Musik für die Kantonsschule Wohlen in neun Teilen (1998)
- MattoMatto – Theatermusik für die Luzerner Spielleute im Zentralgefängnis (1998)
- Hede Mittelspan – für Sopran, Harfe, Bassklarinette, Cello, Flügelhorn, Flöte und Perkussion nach einem Text von Ueli Sager (1998)
- „fun2see“ and „fun2hear“ – the violin, the harp and the percussion (1999)
- Translokation 1 – für Klarinette, Posaune, Kontrabass und Donnerblech (1999)
- Der Glöckner von Notre Dame – Theatermusik für die Compagnia Teatro Palino in Baden (1999)
- Propriozeption – für Geige & Percussion (2000)
- Songs – 16 Lieder für Popkammermusik Trio (2000)
- Bengala – Theatermusik für das Kellertheater Bremgarten AG (2002)
- Songs – 13 Lieder nach W. H. Auden für Popkammermusik Oktett (2002)
- Songs – Lieder für die Band Lyn Leon (2003–2005)
- Atmosphären 2 – Musik für die Kantonsschule Wohlen in neun Teilen (2008)
- Lektionen – Musik für ein Hörspiel von Hansjörg Schertenleib, DRS1 (2008)
- Filmmusik zu „El Bulli: Cooking in Progress“, über den Koch Ferran Adrià, von Filmemacher Gereon Wetzel (2010)
- Dröhnendes Erz und eine lärmende Pauke – Musik für fünf Orgeln, zwei Stimmen, Glas und Perkussion (2011)